# Хосе Мари
 Хосе́ Мари́я Роме́ро Пойо́н (исп. José María Romero Poyón; 10 декабря 1978, Севилья, Испания), более известный как Хосе Мари — испанский футболист, нападающий. Выступал в сборной Испании.

## Карьера

### Клубная
Дебютировал за родной клуб « Севилья» в сезоне 1996/97. По итогам этого сезона «Севилья» вылетела из Примеры, а сам игрок перешёл в мадридский «Атлетико». За первые два сезона в мадридском клубе игрок забил 18 голов. В сезоне 1999/2000 «матрасники» вылетели из Примеры. Хоче Мари перешёл в итальянский «Милан». После двух сезонов в Италии игрок отправился в вернувшийся из Сегунды «Атлетико» на правах аренды. Летом 2003 год перешёл в «Вильярреал», где быстро стал ключевым игроком. В 2007 году, перестав попадать в основной состав клуба, перешёл в «Реал Бетис». В декабре 2008 года, забив за «Бетис» всего один мяч, перешёл в выступавший в Сегунде «Химнастик» из Таррагоны. После полутора сезонов там игрок перешёл в «Херес».

### В сборной
В состав молодёжной сборной Испании принимал участие в чемпионате Европы по футболу среди молодёжных команд 2000. В том же году принимал участие в Летних олимпийских играх 2000 в Сиднее, где Хосе Мари отметился тремя мячами в пяти матчах, а его команда завоевала серебро.
Во взрослой сборной Испании дебютировал 25 апреля 2001 в матче против сборной Японии, сыграл 4 матча и забил 1 мяч.